# Method Animation
Method Animation (a veces llamado Method Animation Studios o Norman Studios y también conocido como ON Animation Studios o ON Kids & Family o Mediawan Animation) es una empresa francesa que produce espectáculos animados CGI. Se unió en 2014 como la culminación de una fusión de Chapter 2 de Dimitri Rassam y Onyx Films de Alexis Vonarb. Method Animation es la empresa matriz. ON Entertainment, con sede en París, dirigida por Rassam, es una de sus divisiones. En 2018, Mediawan (que fue fundada por Xavier Niel, Matthieu Pigassey Pierre-Antoine Capton en 2015) tienen una participación del 53,53 % en Method Animation a través de la adquisición de ON Kids & Family y ON Entertainment, lo que la sitúa bajo la misma propiedad que Storia Television, que se derivó de la antigua división de televisión francesa de  EuropaCorp de Luc Besson.

## Filmografía

### Series de televisión
| Año  | Título                   |
| ---- | ------------------------ |
| 2004 | The Gnoufs               |
| 2004 | Flatmania                |
| 2005 | Skyland                  |
| 2007 | Cosmic Quantum Ray       |
| 2008 | The Pinky and Perky Show |
| 2008 | Freefonix                |
| 2014 | Super 4                  |

#### Coproducción con DQ Entertainment
| Año  | Título                           | Notas |
| ---- | -------------------------------- | ----- |
| 2009 | Le Petit Nicolas                 |       |
| 2009 | Iron Man: Armored Adventures     |       |
| 2010 | The Little Prince                |       |
| 2011 | Chaplin & Co                     |       |
| 2012 | The New Adventures of Peter Pan  |       |
| 2016 | Robin Hood: Mischief in Sherwood | [ 5 ] |

#### Coproducción conZagtoon
| Año  | Título                               | Notas                                                                                    |
| ---- | ------------------------------------ | ---------------------------------------------------------------------------------------- |
| 2015 | Miraculous: las aventuras de Ladybug |                                                                                          |
| 2015 | Popples                              | (también con Saban Brands) para Gulli y Netflix                                          |
| 2016 | Zak Storm                            | (también con Man of Action Studios, SAMG Animation, MNC Animation y De Agostini Editore) |
| 2019 | Power Players                        | [ 9 ] [ 10 ]                                                                             |

### Películas
| Año  | Título                                              | Notas                     |
| ---- | --------------------------------------------------- | ------------------------- |
| 2006 | Renaissance                                         | como Norman Studios       |
| 2011 | The Prodigies                                       | como Norman Studios       |
| 2014 | Mune: Guardian of the Moon                          | como ON Animation Studios |
| 2015 | El principito (película de 2015)                    | como ON Animation Studios |
| 2017 | Tall Tales from the Magical Garden of Antoon Krings | como ON Entertainment     |
| 2018 | The Badalisc                                        | como ON Entertainment     |
| 2018 | Little Jules Verne                                  | como ON Entertainment     |
| 2019 | Playmobil: The Movie                                | como ON Animation Studios |
| 2020 | Little Vampire                                      | como ON Entertainment     |
| 2021 | The Magnificent Life of Marcel Pagnol               | como ON Entertainment     |

- Datos: Q3352864

1. ↑  «Naissance d'une major française du cinéma et de l'animation». web.archive.org. 5 de diciembre de 2015. Archivado desde el original el 5 de diciembre de 2015. Consultado el 19 de febrero de 2022.
2. ↑  Ramsay, Derek (6 de octubre de 2017). «Dimitri Rassam». Variety (en inglés). Consultado el 19 de febrero de 2022.
3. ↑  «Method Animation, Onyx and Chapter 2 form On Entertainment | Animation World Network». web.archive.org. 28 de abril de 2017. Archivado desde el original el 28 de abril de 2017. Consultado el 19 de febrero de 2022.
4. ↑  «Dimitri Rassam Builds Bridges With Wildside, Endemol Shine France | Variety». web.archive.org. 15 de enero de 2017. Archivado desde el original el 15 de enero de 2017. Consultado el 19 de febrero de 2022.
5. ↑  «DQ, Method Films Pact for Iron Man». web.archive.org. Archivado desde el original el 25 de enero de 2015. Consultado el 19 de febrero de 2022.
6. ↑  Amidi, Amid (30 de octubre de 2014). «Zag Studios Sets Up Shop In L.A. To Produce Animated Features». Cartoon Brew (en inglés estadounidense). Consultado el 19 de febrero de 2022.
7. ↑  «Zak Storm brewing at MIPCOM | Page 341141». TBI Vision (en inglés estadounidense). 9 de octubre de 2014. Consultado el 19 de febrero de 2022.
8. ↑  Milligan, Mercedes (9 de octubre de 2014). «eOne’s ‘Zak Storm’ Gets Greenlight». Animation Magazine (en inglés estadounidense). Consultado el 19 de febrero de 2022.
9. ↑  «ZAG AMERICA’S “ZAG HEROEZ™: POWER PLAYERS™” TO DEBUT ON CARTOON NETWORK». Action Figure Insider (en inglés). 13 de febrero de 2019. Consultado el 19 de febrero de 2022.
10. ↑  «ZAG AMERICA’S “ZAG HEROEZ™: POWER PLAYERS™” TO DEBUT ON CARTOON NETWORK - Retail Merchandiser». web.archive.org. 24 de marzo de 2019. Archivado desde el original el 24 de marzo de 2019. Consultado el 19 de febrero de 2022.
11. 1 2  Zahed, Ramin (8 de mayo de 2018). «ON Animation Unveils Hot Slate in Cannes». Animation Magazine (en inglés estadounidense). Consultado el 19 de febrero de 2022.
12. ↑  Milligan, Mercedes (15 de junio de 2021). «Oscar-Nominated Director Sylvain Chomet Returns with ‘The Magnificent Life of Marcel Pagnol’». Animation Magazine (en inglés estadounidense). Consultado el 19 de febrero de 2022.